# Stanisław Pruszyński (generał)
Stanisław Napoleon Ursyn-Pruszyński herbu Rawicz (ur. 8 września 1857 w Paryżu, zm. 2 listopada 1929 w Grudziądzu) – cesarski i królewski szambelan, Feldmarschalleutnant cesarskiej i królewskiej armii, generał dywizji Wojska Polskiego.

## Życiorys
Był synem Józefa, ziemianina właściciela dóbr w Galicji Wschodniej i na Wołyniu, i Izabeli z Rzyszczewskich. Ukończył szkołę realną w Salzburgu. W latach 1875–1876 studiował budownictwo na politechnice w Wiedniu. Żonaty, a następnie rozwiedziony od 1908 z Józefą Benesch. W 1901 urodziła się mu córka Izabela.
13 czerwca 1877 jako pracownik magistratu wiedeńskiego złożył egzamin kadecki i rozpoczął służbę wojskową w 4 pułku ułanów w Monasterzyskach. W 1885 ukończył Szkołę Sztabu Generalnego w Wiedniu. Jako oficer 17 Brygady Kawalerii otrzymał 1 lutego 1885 przydział służbowy do sztabu następcy tronu arcyksięcia Rudolfa. W latach 1886–1888 przebywał kilkakrotnie potajemnie na terytorium państwa rosyjskiego (prawdopodobnie w celach wywiadowczych), zatrzymany w r 1888  na terenie Królestwa Polskiego, przez dwa miesiące siedział w X Pawilonie Cytadeli Warszawskiej. W lutym 1889 został przeniesiony do 2 pułku dragonów, w styczniu 1891 awansował na rotmistrza, a od maja 1894 był przeniesiony do 7 pułku dragonów i otrzymał stanowisko pierwszego adiutanta inspektora remontów końskich. Od 1 maja 1894 do 1 maja 1902 był też dowódcą szwadronu dragonów w Czechach. Awansowany w maju 1902 na majora, objął służbę w 5 pułku ułanów i pełnił ją do 1 maja 1905,  przeniesiono go następnie do 3 pułku dragonów. Dn. 1 listopada 1906 otrzymał awans do stopnia podpułkownika w 3 pułku dragonów, w którym służył do kwietnia 1909, potem był dowódcą 13 pułku ułanów. 1 listopada 1909 został pułkownikiem, a 28 marca 1913 otrzymał stanowisko pułkownika dowódcy w 17 Brygadzie Kawalerii w Wiedniu. 1 maja 1914 został awansowany na generała majora, ale pozostał na poprzednim stanowisku. Na wojnę Pruszyński wyruszył 6 sierpnia 1914 jako dowódca 17 Brygady Kawalerii. Przekroczył granicę rosyjską pod Rozwadowem i na czele swej brygady uczestniczył w zwycięskiej dla wojsk austro-węgierskich bitwie pod Kraśnikiem. Następnie brał udział w bojach pod Lublinem, a potem (listopad-grudzień 1914)  w działaniach odwrotowych i zaczepnych na zachód od Płocka. 10 kwietnia 1915 powierzono mu pełnienie obowiązków dowódcy 2 Dywizji Kawalerii na froncie rosyjskim. Dywizją dowodził z powodzeniem do 11 listopada 1915 po czym przeniesiony został do służby okupacyjnej na Wołyniu i Chełmszczyźnie. 14 października 1916 został komendantem obwodowym w Zamościu, w Generalnym Gubernatorstwie Wojskowym. Na początku następnego roku przeniesiony został do Lublina w charakterze „generała przydzielonego” do C.K. Komendy Generalnego Gubernatora w Królestwie Polskim. Na tym stanowisku współpracował z gen. mjr Stanisławem Szeptyckim i awansował na generała porucznika (niem. Feldmarschalleutnant). Od 28 stycznia do czerwca 1918 był zastępcą c. i k. generalnego gubernatora, gen. broni (niem. Feldzeugmeister) Karla von Kuka. Po urlopie otrzymał przeniesienie do Dowództwa Wojskowego „Praga” na stanowisko inspektora oddziałów zapasowych. W październiku i listopadzie 1918 był inspektorem kawalerii w Dowództwach Wojskowych w Temesvár, Hermannstadt i Koszycach. Odwołany 8 listopada 1918 do Wiednia, został 1 grudnia 1918 przeniesiony w stan spoczynku. W maju 1919 rozpoczął starania o przyjęcie do Wojska Polskiego.
16 lipca 1919 przyjęty został do Wojska Polskiego z zatwierdzeniem posiadanego stopnia, zaliczony do I Rezerwy armii z jednoczesnym powołaniem do czynnej służby na czas wojny i wyznaczony na stanowisko dowódcy Okręgu Etapowego Wołkowysk. Był m.in. dowódcą 8 Dywizji Strzelców w armii gen. Hallera. W styczniu 1920 dowodził Grupą Operacyjną WP (Front Pomorski), która zajęła tereny dawnej ziemi chełmińsko-michałowskiej, m.in. 23 stycznia Grudziądz. 21 kwietnia 1920 zatwierdzony został w stopniu generała porucznika z dniem 1 kwietnia tego roku.
Po przeniesieniu w stan spoczynku z dniem 1 kwietnia 1921, w stopniu generała porucznika, zamieszkał w Grudziądzu przy ul. A. Mickiewicza 18. 26 października 1923 roku Prezydent RP Stanisław Wojciechowski zatwierdził go w stopniu generała dywizji. Zmarł 2 listopada 1929 w Grudziądzu i tam pochowany został na cmentarzu garnizonowym.

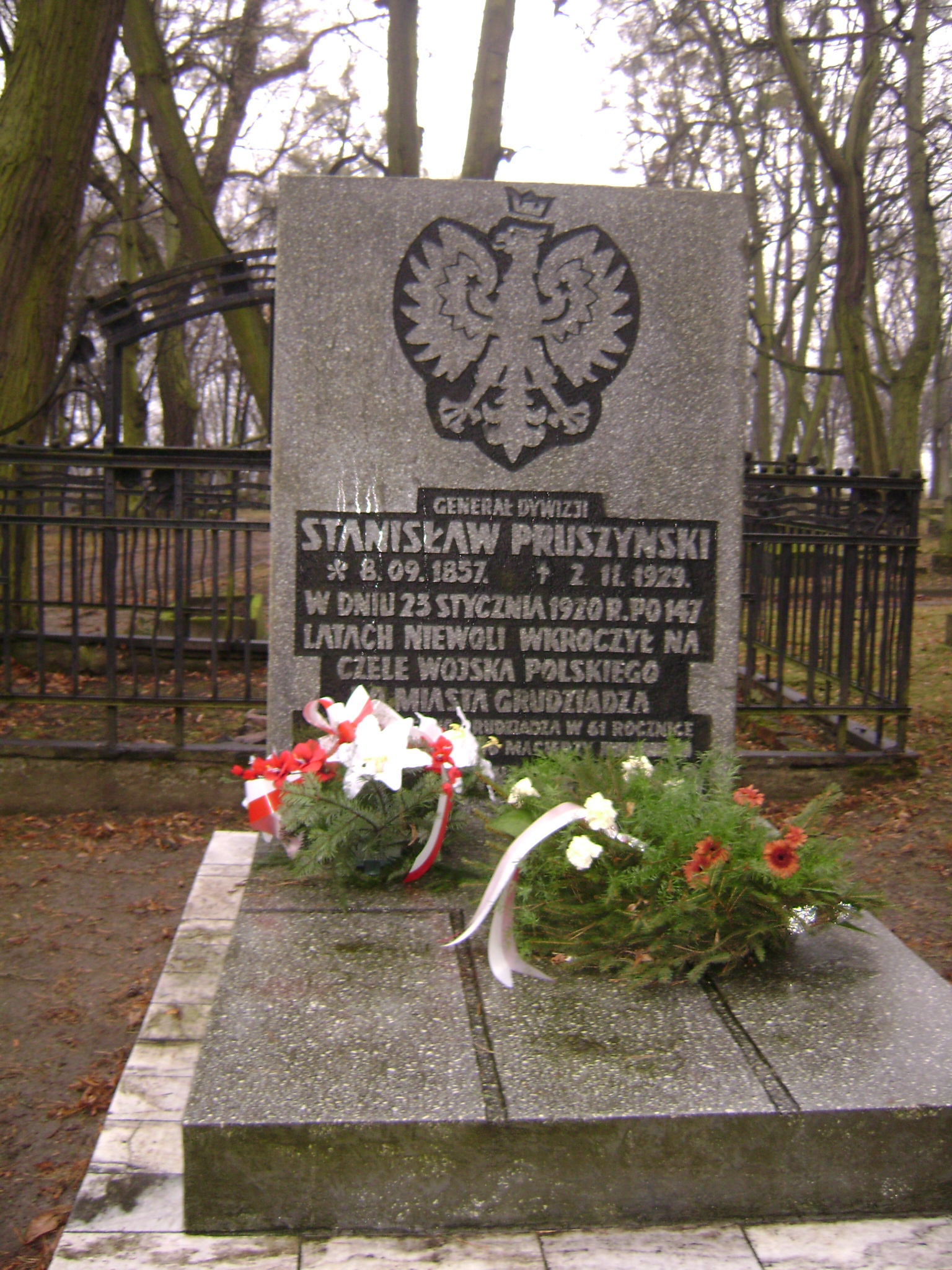
Grób generała w Grudziądzu

## Awanse
- podporucznik (Leutnant) – 1878
- porucznik (Oberleutnant) – 1883
- rotmistrz (Rittmeister II kl.) – 1891
- rotmistrz (Rittmeister I kl.) – 1894
- major (Major) – 1902
- podpułkownik (Oberstleutnant) – 1906
- pułkownik (Oberst) – 1 listopada 1910
- generał brygady (Generalmajor) – 1 maja 1914
- generał dywizji (Feldmarschalleutnant) – 1 maja 1917
- generał porucznik – zatwierdzony 21 kwietnia 1920 w Wojsku Polskim z dniem 1 kwietnia 1920
- generał dywizji – zatwierdzony 26 października 1923 ze starszeństwem z dniem 1 czerwca 1919

## Ordery i odznaczenia
- Orderem Leopolda III klasy z Mieczami
- Wielką Wstęgą z Gwiazdą Orderu Franciszka Józefa
- Orderem Żelaznej Korony III klasy[6]
- Krzyż Zasługi Wojskowej[6]
- Odznaka za Służbę Wojskową (Austro-Węgry) II Klasy[6]
- Medal Jubileuszowy Pamiątkowy dla Sił Zbrojnych i Żandarmerii[6]
- Krzyż Jubileuszowy Wojskowy[6]
- Krzyż Pamiątkowy Mobilizacji 1912–1913[6]
- Krzyżem Żelaznym I i II klasy (Cesarstwo Niemieckie)

## Wybrane publikacje
W języku niemieckim:
- Die japanische Wehrmacht. 2 Aufl. Wien. 1904.
- Japanische Berichte über die Kämpfe die zur Einnahme des Landfestigungen von Port-Artur fuhrten. Vebers. Wien. 1909.
- Die Kämpfe auf der Insel Sachalin während des Russisch-Japanischen Krieges. Nach russischen und japanischen Quellen. Wien. 1910.